# مکس بر جونیور
مکس بر جونیور (انگلیسی: Max Baer, Jr.؛ زادهٔ ۴ دسامبر ۱۹۳۷) یک هنرپیشه، فیلم‌نامه‌نویس، کارگردان و تهیه‌کننده اهل ایالات متحده آمریکا است.
پدرش "مکس بر" مشت‌زن و عمویش "بادی بر"، زمانی برای کشتن مشت‌زن و هنرپیشه بودند